# Gouvernorat (Bahreïn)
Le Royaume de Bahreïn est divisé en quatre gouvernorats qui sont :
| Carte          | Gouvernorat |
| -------------- | ----------- |
|                |             |
| jaune Capitale |             |
| ocre Muharraq  |             |
| bleu Nord      |             |
| rose Sud       |             |

Avant septembre 2010, il existait un cinquième gouvernorat Centre
| Carte       | Gouvernorat |
| ----------- | ----------- |
|             |             |
| 1. Capitale |             |
| 2. Centre   |             |
| 3. Muharraq |             |
| 4. Nord     |             |
| 5. Sud      |             |

Avant le 3 juillet 2002, le royaume était divisé en douze municipalités administrées de la capitale Manama. La carte suivante ne montre pas Madinat Hamad, qui a été séparé de Rifa et région Sud en 1991.
| Carte            | Anciennes municipalités |
| ---------------- | ----------------------- |
|                  |                         |
| 1. Al Hidd       |                         |
| 2. Manama        |                         |
| 3. Ouest         |                         |
| 4. Centre        |                         |
| 5. Nord          |                         |
| 6. Muharraq      |                         |
| 7. Rifa et Sud   |                         |
| 8. Jidd Haffs    |                         |
| 9. Madinat Hamad |                         |
| 10. Madinat 'Isa |                         |
| 11. Îles Hawar   |                         |
| 12. Sitra        |                         |